# Reckless (canción)
«Reckless» es una canción grabada por la cantautora estadounidense Madison Beer. Fue lanzado el 4 de junio de 2021 a través de Epic y Sing It Loud, como el sencillo principal del próximo segundo álbum de estudio de Beer, programado para ser lanzado a fines de 2021.

## Antecedentes
Madison Beer lanzó su álbum debut titulado Life Support a principios de 2021. Días antes del lanzamiento de Life Support, Beer reveló que ya estaba a la mitad del nuevo disco y que en algún momento se dirigirá a un campamento de redacción para terminar el nuevo álbum, con los mismos compositores y productores, con quienes trabajó en su debut.

## Composición
Según Beer, «Reckless» trata sobre «lo fácil que es para algunas personas en una relación herir a otros y seguir adelante sin ningún sentimiento de culpa». Ella coescribió y coprodujo el sencillo.

La gente tiene tanto poder sobre los sentimientos de su pareja, sin embargo, muchos aún optan por tratarse descuidadamente. Creo que hay un equilibrio entre ponernos a nosotros mismos y nuestros sentimientos en primer lugar, sabiendo que tenemos la responsabilidad de tratar a las personas con respeto, amabilidad y consideración. Es muy importante encontrar ese equilibrio en cada relación y saber cuándo seguir adelante si no puede.
Madison Beer

## Recepción de la crítica
Reckless fue recibido con elogios de la crítica tras su lanzamiento. Clash llamó a la canción «...una pieza maravillosamente adulta de composición pop.» Hypebae dijo que la canción «demuestra su característica voz suave.»

## Video musical
El video musical fue lanzado el 29 de junio de 2021. Representa a Beer en un mundo de cuento de hadas donde sube una escalera para llegar a la cima de una pila de libros gigantes; se para en la parte superior de un automóvil mientras atraviesa un túnel; y nada en un océano con páginas de libros.

## Créditos y personal
- Madison Beer - voz, composición, producción, compositor, intérprete asociado
- Leroy Clampitt - composición de canciones; producción, compositor, coros, bajo, batería, guitarra, programador
- Tim Sommers - composición, producción, compositor, coros, batería, teclados, programador
- Jeremy Dussoliet - composición, compositor
- Randy Merrill - ingeniero de masterización
- Mitch McCarthy - ingeniero de mezcla
- Kinga Bacik - cuerdas

## Posicionamiento en listas
| Chart (2021)                       | Peak position |
| ---------------------------------- | ------------- |
| Estados Unidos (Mainstream Top 40) | 37            |
| Irlanda (IRMA)                     | 98            |
| Malasia (RIM)                      | 2             |
| Nueva Zelanda Hot Singles (RMNZ)   | 11            |
| Singapur (RIAS)                    | 13            |

## Historial de lanzamientos
| Región         | Fecha               | Formato                      | Sello discográfico | Ref.   |
| -------------- | ------------------- | ---------------------------- | ------------------ | ------ |
| Varios         | 4 de junio de 2021  | Descarga digital streaming   | Epic Sony          | [ 9 ]  |
| Estados Unidos | 3 de agosto de 2021 | Radio de éxito contemporáneo | Epic               | [ 10 ] |